# トラウデル・ユンゲ
ゲアトラウト・ユンゲ（Gertraud Junge、1920年3月16日 - 2002年2月10日）は、アドルフ・ヒトラーの秘書。1942年12月、ヒトラーの演説原稿や挨拶文の口述筆記を担当する秘書として採用された。この後、総統官邸の地下壕でヒトラーが自決するまで身近に仕えた秘書の一人である。ヒトラーの遺言状も彼女がタイプした。名前はトラウデル（Traudl）の愛称で呼ばれる。

## 経歴
ナチス揺籃の地であるミュンヘンに生まれる。父はビール醸造職人、母は将軍の娘であった。妹が一人。旧姓はフンプス（Humps）。右翼活動歴がある父親は彼女の幼時に蒸発してトルコに移住したため、厳格な母方の祖父のもとで育つ。舞踏好きで舞踏家になることを夢見ていたが、経済的理由から実業学校に進み、秘書としての訓練を受ける。卒業後は縫製工場などで秘書として働く。第二次世界大戦中の1942年、妹を頼りベルリンに移る。
ヒトラーの側近であったアルベルト・ボルマンの助けもあり、1942年12月に東プロイセンの総統大本営「ヴォルフスシャンツェ」で、長期休暇に入るゲルダ・クリスティアンの代わりとなる秘書の採用試験を受けた。彼女自身は舞踏家への夢を捨てきれず秘書職は一時的なものと考えていたが、そのため気楽でナーバスになっていなかったこと、そしてミュンヘン生まれであることが採用の決め手であったという。この後、ベルヒテスガーデンの山荘ベルクホーフ、タウヌス山地のアードラーホルスト、ベルリンの総統官邸でごく身近からヒトラーの私的な時間をつぶさに目撃した。その生活はヒトラーのスケジュールに合わせ、遅くに起きて昼食を取り、何度ものコーヒー休憩を挟んで遅い夕食をとったのちに映画を見てから仕事にかかり、深夜に仕事を続けて午前5時頃に就寝するというものだった。1943年6月、ヒトラーの従卒であるハンス・ヘルマン・ユンゲ親衛隊中尉と職場結婚する。夫は第12SS装甲師団「ヒトラー・ユーゲント」に所属し、1944年8月にノルマンディー上陸作戦後の戦闘中に戦死した。
ベルリン市街戦のさなか、退避を勧めるヒトラーの言葉に従わず最後まで総統地下壕に残った。4月28日、ヒトラーとエヴァ・ブラウンの結婚式に立ち会う。その直後にヒトラーの遺言書をタイプした。ヒトラーは4月30日15時半頃に自殺したが、そのとき彼女は隣の部屋でヨーゼフ・ゲッベルスの6人の子供たちと食事中だった。ユンゲは5月1日に、ヴィルヘルム・モーンケ少将率いるグループと共に地下壕を脱出するが、逃げ延びたビール醸造所はソ連軍に囲まれ、モーンケ達は降伏する。モーンケは降伏する直前にユンゲに報告書をデーニッツに渡すよう依頼する。ユンゲはエルベ川周辺まで徒歩で逃げ延びるが、対岸のアメリカ占領地区に行くのをあきらめ、再びベルリンに戻る。連合国軍に逮捕されたが、彼女が何者だったのか充分調査されることもなく、解放された。その後ナチス活動審査委員会で審問されたもの、罪は問われなかった。
戦後はゲルダ・アルトという変名で暮らし、フリーのジャーナリストなどで生計を立てた。ホロコーストなどのナチスによるユダヤ人の迫害と自らの関係について「当時は知らなかった。でも知らなかったでは済まされない」とコメントしており、自身はナチズムやホロコーストと無関係であると生涯主張し続けた。
2002年2月10日、ミュンヘンで死去。81歳没。

## 同僚
彼女の同僚には、1929年来よりタイピストとしてヒトラーの身近に働くヨハンナ・ヴォルフと、1930年にミュンヘンの党本部で秘書として仕え始めたクリスタ・シュレーダーがいた。彼女ら2名はヒトラーの指示で1945年4月20日の夜にベルリンを離れた。もう1人は1937年に秘書として加わったゲルダ・クリスティアンである。彼女はユンゲと共に、ヒトラーが自殺した後、1945年5月1日に総統官邸を脱出した。

## 回顧録
1947年 - 1948年に当時の恋人の支援者である企業家に勧められ、回顧録を執筆したが「このような本は関心を持たれない」という理由で出版しなかった。
『アンネの伝記』（ドイツ語原題 Das Mädchen Anne Frank ＝『少女アンネ・フランク』の意; 英訳本題名 Anne Frank: The Biography ＝『アンネ・フランク: 伝記』の意）の著者メリッサ・ミュラー（de:Melissa Müller）と2000年に知り合い、その協力を得て2002年に初の回顧録『最期の時まで ヒトラーの女性秘書が自らの人生を語る』（ドイツ語原題 Bis zur letzten Stunde - Hitlers Sekretärin erzählt ihr Leben）を出版した。またその回顧録の内容に関するインタビューの様子がドキュメンタリー映画『Im toten Winkel - Hitlers Sekretärin』（『死角の中で　ヒトラーの女性秘書』の意）に収められた（ベルリン映画祭観客賞）。2002年2月、この映画の完成を見届けたかのように、公開数日後にユンゲは死去した。
この回顧録とヨアヒム・フェストの著書を原作として、映画『ヒトラー 〜最期の12日間〜』（ドイツ語原題 Der Untergang ＝『没落』の意）が2004年に制作される。第二次世界大戦後、初めてドイツ語圏の俳優ブルーノ・ガンツ（ドイツ系スイス人）がヒトラー役を演じた映画である。トラウデル・ユンゲの役はアレクサンドラ・マリア・ララが演じている。この映画のエピローグに『Im toten Winkel』のユンゲのインタビュー映像が引用されている。

## 著作
- 『Bis zur letzten Stunde - Hitlers Sekretärin erzählt ihr Leben』 Claassen, 2002, ISBN 3-546-00311-X
  - 『私はヒトラーの秘書だった』 足立ラーベ加代・高島市子訳
　草思社、2004年、ISBN 4-7942-1276-3／草思社文庫、2020年、ISBN 4-7942-2464-8

## 関連文献
- メリッサ・ミュラー『アンネの伝記』 畔下司訳、文藝春秋、1999年
- ヨアヒム・フェスト『ヒトラー 最期の12日間』 鈴木直訳、岩波書店、2004年